# Силикати
Силикати су соли силикатне киселине. Силикат је хемијско једињење које садржи анјонски силикатни јон. Највећи број силиката су оксиди, мада се у ову класу једињења убрајају и хексафлуоросиликати ([6]2−) и други анјони. Они су најбројнија група минерала.
Највећи број стена изграђен је од силиката. У свим силикатима се јављају стабилне групе силицијум оксида (SiO4) које граде мали јони силицијума и велики јони кисеоника. Друга карактеристична особина силиката је могућност замене у кристалној решетки јона силицијума јоном алуминијума. Такви силикати носе назив алуминосиликати. Основни састојци силиката су: кисеоник, силицијум, алуминијум, гвожђе, калцијум, магнезијум, натријум и калијум. У силикатима се могу јавити и литијум, берилијум, баријум и манган. Често се у силикатима јавља и вода, некада и водоник. У састав неких силиката улази велики број елемената тако да је њихов састав често веома сложен.
Под појмом ортосиликат подразумијева се анјон SiO44− и његова једињења. У сродству са ортосиликатима је и породица анјона (и њихових једињења) са хемијском формулом . Важни чланови ове породице су циклични и једноланчани силикати те силикати који граде једињења типа.
Силикати сачињавају већи део Земљине коре, као и других терестријалних планета, каменитих сателита и астероида. Песак, портландски цемент и хиљаде других минерала су примери силиката. Силикатна једињења, укључујући и минерале, састоје се од силикатних анјона чији набоји су балансирани различитим катјонима. Може постојати изузетно велики број силикатних анјона, а сваки од њих може градити спојеве са многим различитим катјонима. Стога је класа ових једињења веома велика. Минерали и синтетички материјали такође спадају у ову класу.

## Структурни принципи
Код огромне већине силиката, укључујући и силикатне минерале, атом  заузима тетраедарску форму, а окружен је са четири центра кисеоника. У таквим структурама, хемијске везе према силицијуму следе правило октета. Такви тетраедри понекад се јављају као изоловани SiO44− центри, али је далеко најчешћи случај да су тетраедри везани заједно на различите начине попут парова или прстенова. Обично су силикатни анјони ланци, двоструки ланци, слојеви и тродимензионални оквири. Све те врсте имају врло слабу растворљивост у води при нормалним условима.

## Распрострањеност у растворима
Силикати су врло добро проучени и описани у чврстом стању, али су знатно мање познати у растворима. Анјон SiO44− је конјугована база силикатне киселине , а обоје су врло слабо постојани као и сви њихови међупроизводи. Због тога раствори силиката су обично проучавани као смеше кондензованих и делимично протонованих силикатних кластера. Природа растворљивих силиката неопходна је за разумевање биоминерализације и синтезе алуминосиликата, као важних индустријских катализатора попут зеолита.
Иако је тетраедар уобичајен облик координацијске геометрије за једињења силицијума, врло добро је познато да силицијум такође усваја и више координацијске бројеве. Добро познати пример виших координацијских бројева је хексафлуоросиликат. Октаедарска координација са шест центара кисеоника је такође доказана. При врло високом притиску, чак и  усваја ову геометрију у минералу стисховиту, густој полиморфној силици пронађеној је у доњем плашту Земље. Ова структура такође настаје „стресом” (шоком) стена проузрокованим на пример ударом метеорита. Октаедарски Si у облику хексахидросиликата доказан је у минералу таумаситу, доста ретком у природи, али се понекад може запазити међу другим калцијум-силикатним хидратима вештачки насталим у цементу и бетону који су изложени нападима снажних сулфата.

## Врсте силиката
- групни силикати
- ланчани силикати
- острвски силикати
- прстенасти силикати
- просторни силикати
- слојевити силикати

## Минерали силикати
У геологији и астрономији, појам силикат се користи за означавање врсте стена која се састоји претежно од силикатних минерала. На Земљи, јавља се веома велики број силикатних минерала чак и у ширем распону комбинација као резултат процеса који граде и мењају њену кору. Ти процеси обухватају делимично топљење, кристализацију, фракционизацију, метаморфозу, ерозију и дијагенезу. Жива бића такође доприносе силикатном циклусу у близини Земљине површине. Једна врста планктона позната као дијатомеје (кремењасте алге) граде своје егзоскелете (љуштуре) од силике. Те љуштуре након угинућа дијатомеја су основни састојак седимената у океанским дубинама.
Силика, односно силицијум-диоксид  се понекад сматра силикатом, Силика, односно силицијум-диоксид  се понекад сматра силикатом, мада је то посебан случај који нема негативно наелектрисање те нема „потребу” за супротним јоном. Силика се јавља у природи као минерал кварц и у облику његових полиморфа.
Силикати су подељени према начину на који су тетраедри повезани на:
- Незосиликати
  - оливин - Оливин[20] је изоморфна смеша две крајње компоненте форстерита и фајалита између којих постоје постурни прелази. Оливини су веома значајни састојци магматских стена и то групе базичних и ултрабазичних. На ниским температурама су веома нестабилни.
  - гранат - Минерали ове групе су веома распрострањени у свим врстама стијена. Разноврсни су по саставу али се могу свести на заједничку формулу: , где је X двовалентан катјон 2+, 2+, 2+, 2+, a Y тровалентан катјон 3+, 3+, 3+. На основу присуства појединих катјона гранати образују читав низ врста: пироп, алмандин, спесартин, уваровит, гросулар, андрадит. Боја граната варира од безбојних, преко жућкастих до зеленкастих, црвених до црних.
- Соросиликати - нпр. епидот
- Циклосиликате, се састоје од затворених тетраедара са  или односом од 1:3. Они је јављају као трочлани  и шесточлани  прстенови, при чему T означава тетраедарски координирани катјон.

Берил је алумосиликат берилијума . Боје је плаве или плавичастозелене. Од примеса, међутим, бива различито обојен те се разликује неколико варијетета, зелени-смарагд и плави-аквамарин спадају у драго камење.
Турмалин
- иносиликате(једна трака)- нпр. пироксени
- иносиликате(две траке)- нпр. група амфибола
- филосиликате - нпр. група лискуна, група глина, група серпентина, група талка, група хлорита
- тектосиликате - нпр. кварц, зеолит, фелдспат[25]